# Heuchin
 Heuchin (ndl.: Helkin) ist eine französische Gemeinde mit 485 Einwohnern (Stand 1. Januar 2022) im Département Pas-de-Calais in der Region Hauts-de-France. Sie gehört zum Arrondissement Arras und zum Kanton Saint-Pol-sur-Ternoise.

## Lage
Die Gemeinde Heuchin liegt in einem Seitental der Ternoise im Artois, 26 Kilometer westlich von Béthune. Nachbargemeinden von Heuchin sind Prédefin und Fontaine-lès-Boulans im Norden, Fiefs im Nordosten, Boyaval im Osten, Eps im Südosten, Anvin im Süden, Bergueneuse im Südwesten sowie Équirre im Westen.

## Bevölkerungsentwicklung
| Jahr                       | 1962 | 1968 | 1975 | 1982 | 1990 | 1999 | 2006 | 2024 | 2022 |
| Einwohner                  | 569  | 603  | 584  | 544  | 514  | 537  | 528  | 547  | 485  |
| Quellen: Cassini und INSEE |      |      |      |      |      |      |      |      |      |

## Sehenswürdigkeiten
- Kirche Saint-Martin (13.–17. Jahrhundert, Monument historique)

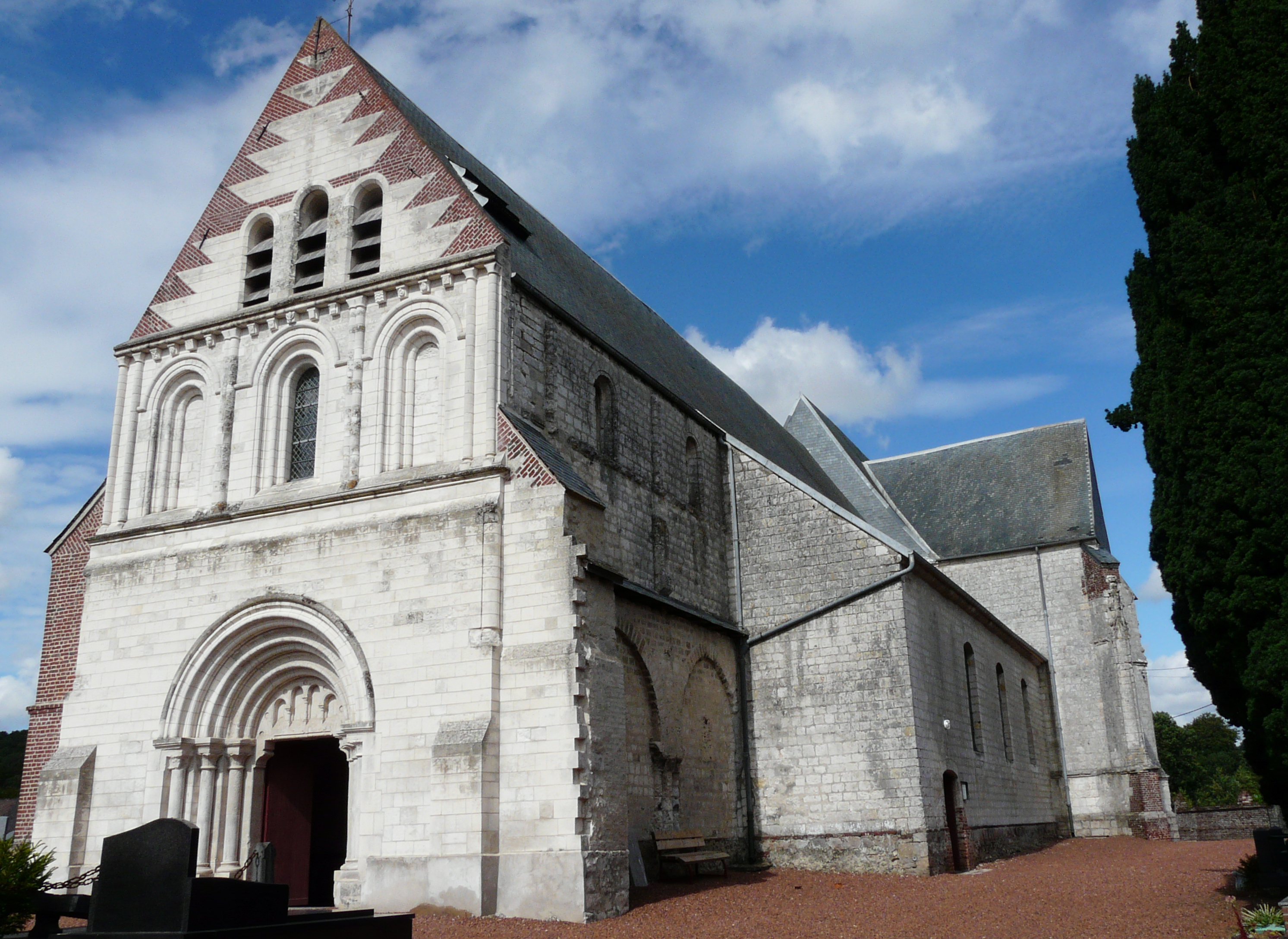
Kirche Saint-Martin

- Botanischer Garten

## Belege
1. ↑  De Nederlanden in Frankrijk, Jozef van Overstraeten, 1969